# Oylegate
Oylegate es una localidad situada en el condado de Wexford de la provincia de Leinster (República de Irlanda), con una población en 2016 de 358 habitantes.
Se encuentra ubicada al sureste del país, cerca de la cadena de las montañas de Blackstairs y de la costa del mar de Irlanda.